# Luperus acutipennis
Luperus acutipennis is een keversoort uit de familie bladkevers (Chrysomelidae). De wetenschappelijke naam van de soort werd in 1867 gepubliceerd door Léon Marc Herminie Fairmaire.